# Бојана Ласица
Бојана Ласица (Мостар, 17. октобар 1982) српски је универзитетски предавач и библиотекар. Запослена је на Филозофском факултету у Источном Сарајеву на Катедри за општу књижевност и библиотекарство, гдје је и изабрана у звање доцента 2015. године, за ужу научну област Библиотекарство. Учествовала је на седам научних скупова и у часописима и зборницима међународног и националног значаја објавила је осам радова из области Библиотекарства и једну научну монографију националног значаја.

## Биографија
Бојана Ласица је рођена 17. октобра 1982. године, у Мостару. Основну школу и гимназију завршила је у Невесињу. Дипломирала је 2006. године на Филозофском факултету Универзитета у Источном Сарајеву, на Одсјеку за општу књижевност и библиотекарство. На Филозофском факултету Пале, 2006. године уписала је постдипломске студије из Библиотекарства и магистрирала 2011. године, са темом магистарског рада Значај Српске централне библиотеке „Просвјета“ за развој библиотекарства у БиХ. Докторску дисертацију под називом Улога српских листова и часописа у културном, просвјетом и духовном животу у БиХ до 1941. године одбранила 2015. године. Запослена је на Филозофском факултету у Источном Сарајеву на Катедри за општу књижевност и библиотекарство, гдје је и изабрана у звање асистента, 2006. вишег асистента, 2011. и доцента 2015. године, за ужу научну област Библиотекарство. На основним студијама била је стипендиста Министарства просвјете и културе Републике Српске. На постдипломским студијама стипендиста Министарства науке и технологије Републике Српске и на докторским студијама стипендиста Фонда „Др Милан Јелић“. Учествовала је на седам научних скупова и у часописима и зборницима међународног и националног значаја објавила је осам радова из области Библиотекарства и једну научну монографију националног значаја.